# World Professional Darts Championship

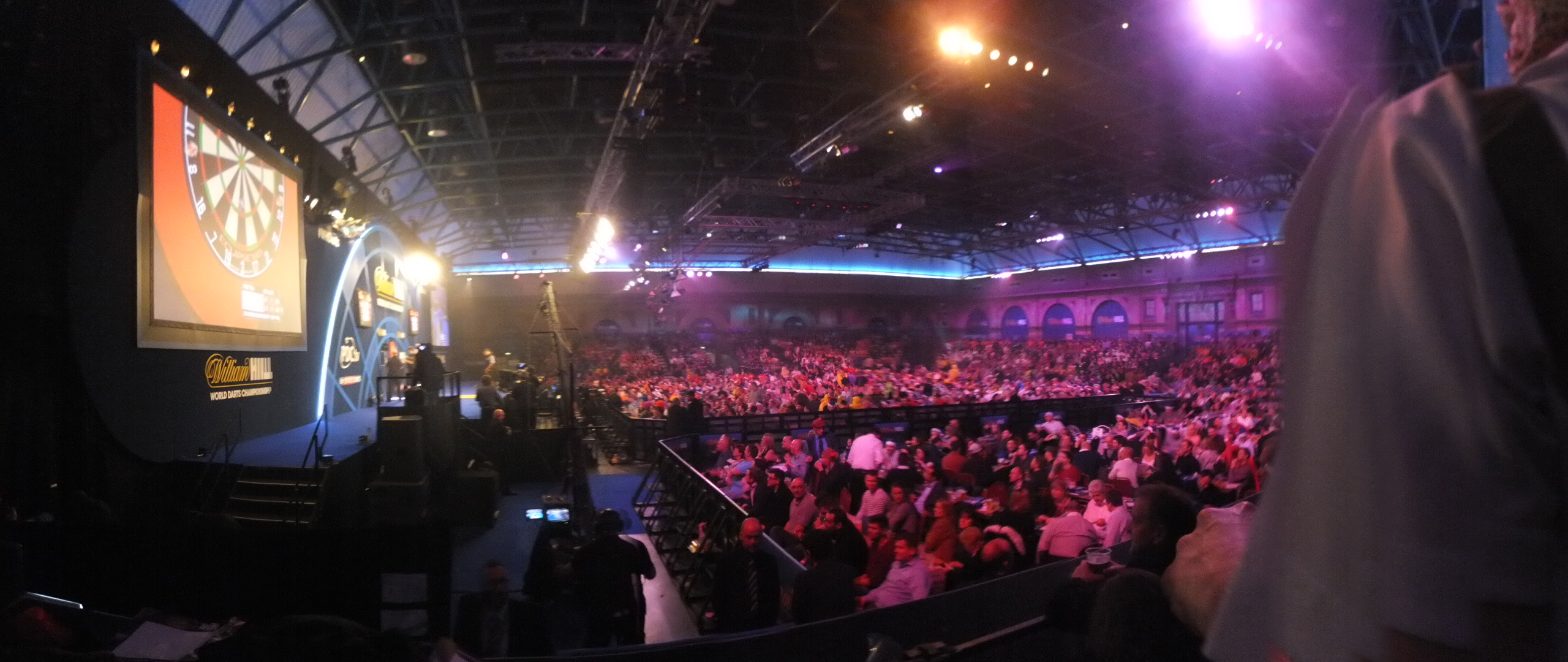
PDC-Weltmeisterschaft 2016

Die World Professional Darts Championship sind die Weltmeisterschaften im Darts.

## Geschichte

### BDO
Ab 1978 wurden Weltmeisterschaften im Dart von der British Darts Organisation (BDO) ausgerichtet. Die Weltmeisterschaft der BDO wurde früher nach dem Sponsor auch einfach Die Embassy genannt, später wurde sie offiziell als The Lakeside World Professional Darts Championship bezeichnet. Sie fand bis 2019 jedes Jahr im Lakeside Country Club in Frimley Green in der Nähe von London und 2020 einmalig im Indigo Club (The O2) statt. Seit dem Jahr 2001 gab es bei der BDO auch einen Wettbewerb für Frauen und seit 2015 einen Jugendwettbewerb. Im Juni 2020 ging die BDO in Insolvenz, was auch das Ende der von ihr ausgetragenen Weltmeisterschaft bedeutete.

### PDC
1992 spaltete sich unter dem Einfluss von Sky Television die Professional Darts Corporation (PDC) von der BDO ab, die seit 1994 eine konkurrierende Weltmeisterschaft zur BDO veranstaltet. Die Weltmeisterschaft der PDC findet jährlich zu Weihnachten/Neujahr statt. Austragungsort war viele Jahre die Circus Tavern in Purfleet, Essex. Um dem wachsenden Zuschauerinteresse gerecht zu werden, wird die PDC-Weltmeisterschaft seit November 2007 an einem neuen Ort ausgetragen: Im Alexandra Palace im Norden von London. Der traditionsreiche Veranstaltungsort war bereits früher die Heimat des News of The World Dart Tournament. Im Jahr 2010 gab es bei der PDC auch einen Wettbewerb für Frauen und seit 2011 einen Jugendwettbewerb. Durch den Wechsel vieler bekannter Dartspieler von der BDO zur PDC hat die PDC im internationalen Dartsport einen größeren Stellenwert als die BDO erlangt.

### WDF
Die offizielle Weltmeisterschaft der World Darts Federation, welche quasi der Dachverband über der BDO war, war der seit 1977 ausgetragene WDF World Cup, bei welchem inzwischen insgesamt elf Titel vergeben werden (3× Herren, 3× Damen, 5× Jugend). Diese galten jedoch nie als Teil der World Professional Darts Championships. Mit der Liquidation der BDO im Jahr 2021 kündigte die WDF jedoch an, die großen Majors der Organisation zum Jahr 2022 zu übernehmen. Am 6. Juni 2021 wurde offiziell die erste Austragung der WDF Lakeside World Championship für das Jahr 2022 bekanntgegeben.

### Neun-Darter
Der erste „Neun-Darter“ bei einer Weltmeisterschaft wurde 1990 vom Singapurer Paul Lim geworfen, der damals für die Vereinigten Staaten antrat, und ist bis heute der Einzige bei einer BDO-Weltmeisterschaft. Raymond van Barneveld gelang dies als erstem Spieler bei einer PDC-Weltmeisterschaft. Dieses seltene Kunststück gelang ihm am 2. Januar 2009 bei seinem Viertelfinalsieg gegen seinen niederländischen Landsmann Jelle Klaasen. Bereits am 28. Dezember 2009 wiederholte Raymond van Barneveld das Nine Dart Finish bei der PDC World Darts Championship 2010.
Als zweiter PDC-Spieler hat Adrian Lewis am 3. Januar 2011 ebenfalls einen 9-Darter bereits im dritten Leg des ersten Satzes des Finals bei der PDC World Darts Championship 2011 geworfen. Dritter im Bunde ist seit dem 23. Dezember 2012 Dean Winstanley, der trotz dieses Kunststücks in der zweiten Runde der WM 2013 an Vincent van der Voort scheiterte. Der vierte Spieler mit einem 9-Darter ist Michael van Gerwen, der diesen im Halbfinale der WM 2013 warf. Bei der WM 2014 gelangen mit Terry Jenkins und Kyle Anderson zwei Spielern ein 9-Darter, beide verloren jedoch ihre Partien; ebenso erging es Adrian Lewis bei der WM 2015 im Achtelfinale gegen Raymond van Barneveld. Im Halbfinale der Weltmeisterschaft 2016 am 2. Januar 2016 spielte der Schotte Gary Anderson gegen Jelle Klaasen ebenfalls ein perfektes Leg, um den ersten Satz für sich zu entscheiden. James Wade gelang bei der Weltmeisterschaft 2021 ebenfalls das perfekte Spiel. In der dritten Runde spielte er gegen Stephen Bunting, verlor das Spiel aber 2:4 in Sätzen. Bei der WM 2022 warfen der Schotte William Borland und der Litauer Darius Labanauskas sowie Gerwyn Price einen Neun-Darter. Während Labanauskas in der 1. Runde 1:3 gegen den Belgier Mike De Decker verlor, konnte Borland das perfekte Spiel im entscheidenden Leg des Spiels gegen den Engländer Bradley Brooks erzielen. Ebenfalls bei der WM 2022 warf der damals amtierende Weltmeister Gerwyn Price einen 9-Darter im Viertelfinale gegen Michael Smith. „The Iceman“ schied dann aber mit 4:5 Sätzen aus. Bei der WM 2023 gelang Michael Smith im Finale, das er später mit 7:4 gegen Michael van Gerwen gewann, ein 9-Darter bei gegnerischem Anwurf. Zunächst hatte Michael van Gerwen acht perfekte Darts gespielt, ehe er auf Doppel 12 vergab. Daraufhin gelang Smith das Kunststück. Wayne Mardle, Kommentator bei Sky Sports, bezeichnete das Leg als “[...] simply the best leg of darts ever, ever, ever”. Bei der WM 2025 wurden zwei Neundarter geworfen. Den Ersten spielte Christian Kist zum Satzgewinn in seinem Erstrundenspiel gegen Madars Razma, das er dennoch mit 1:3 Sätzen verlor. Den Anderen warf Damon Heta in der dritten Runde gegen Luke Woodhouse, am Ende verlor Heta das Spiel nach einer 3:1-Führung mit 3:4 Sätzen.

## Finalpaarungen

### Männer
| Jahr | Gewinner              | Ergebnis | Gegner                |
| ---- | --------------------- | -------- | --------------------- |
| 1978 | Leighton Rees         | 11:7     | John Lowe             |
| 1979 | John Lowe             | 5:0      | Leighton Rees         |
| 1980 | Eric Bristow          | 5:3      | Bobby George          |
| 1981 | Eric Bristow          | 5:3      | John Lowe             |
| 1982 | Jocky Wilson          | 5:3      | John Lowe             |
| 1983 | Keith Deller          | 6:5      | Eric Bristow          |
| 1984 | Eric Bristow          | 7:1      | Dave Whitcombe        |
| 1985 | Eric Bristow          | 6:2      | John Lowe             |
| 1986 | Eric Bristow          | 6:0      | Dave Whitcombe        |
| 1987 | John Lowe             | 6:4      | Eric Bristow          |
| 1988 | Bob Anderson          | 6:4      | John Lowe             |
| 1989 | Jocky Wilson          | 6:4      | Eric Bristow          |
| 1990 | Phil Taylor           | 6:1      | Eric Bristow          |
| 1991 | Dennis Priestley      | 6:0      | Eric Bristow          |
| 1992 | Phil Taylor           | 6:51     | Mike Gregory          |
| 1993 | John Lowe             | 6:3      | Alan Warriner         |
| 1994 | John Part             | 6:0      | Bobby George          |
| 1995 | Richie Burnett        | 6:3      | Raymond van Barneveld |
| 1996 | Steve Beaton          | 6:3      | Richie Burnett        |
| 1997 | Les Wallace           | 6:3      | Marshall James        |
| 1998 | Raymond van Barneveld | 6:5      | Richie Burnett        |
| 1999 | Raymond van Barneveld | 6:5      | Ronnie Baxter         |
| 2000 | Ted Hankey            | 6:0      | Ronnie Baxter         |
| 2001 | John Walton           | 6:2      | Ted Hankey            |
| 2002 | Tony David            | 6:4      | Mervyn King           |
| 2003 | Raymond van Barneveld | 6:3      | Ritchie Davies        |
| 2004 | Andy Fordham          | 6:3      | Mervyn King           |
| 2005 | Raymond van Barneveld | 6:2      | Martin Adams          |
| 2006 | Jelle Klaasen         | 7:5      | Raymond van Barneveld |
| 2007 | Martin Adams          | 7:6      | Phill Nixon           |
| 2008 | Mark Webster          | 7:5      | Simon Whitlock        |
| 2009 | Ted Hankey            | 7:6      | Tony O’Shea           |
| 2010 | Martin Adams          | 7:5      | Dave Chisnall         |
| 2011 | Martin Adams          | 7:5      | Dean Winstanley       |
| 2012 | Christian Kist        | 7:5      | Tony O’Shea           |
| 2013 | Scott Waites          | 7:1      | Tony O’Shea           |
| 2014 | Stephen Bunting       | 7:4      | Alan Norris           |
| 2015 | Scott Mitchell        | 7:6      | Martin Adams          |
| 2016 | Scott Waites          | 7:1      | Jeff Smith            |
| 2017 | Glen Durrant          | 7:3      | Danny Noppert         |
| 2018 | Glen Durrant          | 7:6      | Mark McGeeney         |
| 2019 | Glen Durrant          | 7:3      | Scott Waites          |
| 2020 | Wayne Warren          | 7:4      | Jim Williams          |

| Jahr | Gewinner      | Ergebnis | Gegner           |
| ---- | ------------- | -------- | ---------------- |
| 2022 | Neil Duff     | 6:5      | Thibault Tricole |
| 2023 | Andy Baetens  | 6:1      | Chris Landman    |
| 2024 | Shane McGuirk | 6:3      | Paul Lim         |
| 2025 |               | :        |                  |

| Jahr | Gewinner              | Ergebnis | Gegner                |
| ---- | --------------------- | -------- | --------------------- |
| 1994 | Dennis Priestley      | 6:1      | Phil Taylor           |
| 1995 | Phil Taylor           | 6:2      | Rod Harrington        |
| 1996 | Phil Taylor           | 6:4      | Dennis Priestley      |
| 1997 | Phil Taylor           | 6:3      | Dennis Priestley      |
| 1998 | Phil Taylor           | 6:0      | Dennis Priestley      |
| 1999 | Phil Taylor           | 6:2      | Peter Manley          |
| 2000 | Phil Taylor           | 7:3      | Dennis Priestley      |
| 2001 | Phil Taylor           | 7:0      | John Part             |
| 2002 | Phil Taylor           | 7:0      | Peter Manley          |
| 2003 | John Part             | 7:6      | Phil Taylor           |
| 2004 | Phil Taylor           | 7:61     | Kevin Painter         |
| 2005 | Phil Taylor           | 7:4      | Mark Dudbridge        |
| 2006 | Phil Taylor           | 7:0      | Peter Manley          |
| 2007 | Raymond van Barneveld | 7:61     | Phil Taylor           |
| 2008 | John Part             | 7:2      | Kirk Shepherd         |
| 2009 | Phil Taylor           | 7:1      | Raymond van Barneveld |
| 2010 | Phil Taylor           | 7:3      | Simon Whitlock        |
| 2011 | Adrian Lewis          | 7:5      | Gary Anderson         |
| 2012 | Adrian Lewis          | 7:3      | Andy Hamilton         |
| 2013 | Phil Taylor           | 7:4      | Michael van Gerwen    |
| 2014 | Michael van Gerwen    | 7:4      | Peter Wright          |
| 2015 | Gary Anderson         | 7:6      | Phil Taylor           |
| 2016 | Gary Anderson         | 7:5      | Adrian Lewis          |
| 2017 | Michael van Gerwen    | 7:3      | Gary Anderson         |
| 2018 | Rob Cross             | 7:2      | Phil Taylor           |
| 2019 | Michael van Gerwen    | 7:3      | Michael Smith         |
| 2020 | Peter Wright          | 7:3      | Michael van Gerwen    |
| 2021 | Gerwyn Price          | 7:3      | Gary Anderson         |
| 2022 | Peter Wright          | 7:5      | Michael Smith         |
| 2023 | Michael Smith         | 7:4      | Michael van Gerwen    |
| 2024 | Luke Humphries        | 7:4      | Luke Littler          |
| 2025 | Luke Littler          | 7:3      | Michael van Gerwen    |

1Die Entscheidung im letzten Satz fiel in einem als „Sudden Death“ bezeichneten Durchgang (Leg), da nach dem zehnten Leg noch immer Gleichstand geherrscht hatte (5:5). Der bis dato durchgeführte Turnus der abwechselnden Leg-Eröffnung war hier aufgehoben und durch das Ausbullen ersetzt worden.

### Frauen
| Jahr | Gewinnerin               | Ergebnis | Gegnerin                 |
| ---- | ------------------------ | -------- | ------------------------ |
| 2001 | Trina Gulliver           | 2:1      | Mandy Solomons           |
| 2002 | Trina Gulliver           | 2:1      | Francis Hoenselaar       |
| 2003 | Trina Gulliver           | 2:0      | Anne Kirk                |
| 2004 | Trina Gulliver           | 2:0      | Francis Hoenselaar       |
| 2005 | Trina Gulliver           | 2:0      | Francis Hoenselaar       |
| 2006 | Trina Gulliver           | 2:0      | Francis Hoenselaar       |
| 2007 | Trina Gulliver           | 2:1      | Francis Hoenselaar       |
| 2008 | Anastassija Dobromyslowa | 2:0      | Trina Gulliver           |
| 2009 | Francis Hoenselaar       | 2:1      | Trina Gulliver           |
| 2010 | Trina Gulliver           | 2:0      | Rhian Edwards            |
| 2011 | Trina Gulliver           | 2:0      | Rhian Edwards            |
| 2012 | Anastassija Dobromyslowa | 2:1      | Deta Hedman              |
| 2013 | Anastassija Dobromyslowa | 2:1      | Lisa Ashton              |
| 2014 | Lisa Ashton              | 3:2      | Deta Hedman              |
| 2015 | Lisa Ashton              | 3:1      | Fallon Sherrock          |
| 2016 | Trina Gulliver           | 3:2      | Deta Hedman              |
| 2017 | Lisa Ashton              | 3:0      | Corrine Hammond          |
| 2018 | Lisa Ashton              | 3:1      | Anastassija Dobromyslowa |
| 2019 | Mikuru Suzuki            | 3:0      | Lorraine Winstanley      |
| 2020 | Mikuru Suzuki            | 3:0      | Lisa Ashton              |

| Jahr | Gewinnerin   | Ergebnis | Gegnerin          |
| ---- | ------------ | -------- | ----------------- |
| 2022 | Beau Greaves | 4:0      | Kirsty Hutchinson |
| 2023 | Beau Greaves | 4:1      | Aileen de Graaf   |
| 2024 | Beau Greaves | 4:1      | Sophie McKinlay   |

| Jahr | Gewinnerin     | Ergebnis | Gegnerin      |
| ---- | -------------- | -------- | ------------- |
| 2010 | Stacy Bromberg | 6:5      | Tricia Wright |

### Jugend
| Jahr | Gewinner           | Ergebnis | Gegner            |
| ---- | ------------------ | -------- | ----------------- |
| 1986 | Mark Day           | 3:0      | Lee Woodrow       |
| 2015 | Colin Roelofs      | 3:0      | Harry Ward        |
| 2016 | Joshua Richardson  | 3:2      | Jordan Boyce      |
| 2017 | Justin van Tergouw | 3:0      | Nathan Girvan     |
| 2018 | Justin van Tergouw | 3:1      | Killian Heffernan |
| 2019 | Leighton Bennett   | 3:0      | Nathan Girvan     |
| 2020 | Keane Barry        | 3:0      | Leighton Bennett  |

| Jahr | Gewinner Jungen        | Gewinnerin Mädchen |
| ---- | ---------------------- | ------------------ |
| 2022 | Bradly Roes            | Eleanor Cairns     |
| 2023 | Bradley van der Velden | Aurora Fochesato   |
| 2024 | Archie Self            | Paige Pauling      |

| Jahr | Gewinner              | Ergebnis | Gegner               |
| ---- | --------------------- | -------- | -------------------- |
| 2011 | Arron Monk            | 6:4      | Michael van Gerwen   |
| 2012 | James Hubbard         | 6:3      | Michael van Gerwen   |
| 2013 | Michael Smith         | 6:1      | Ricky Evans          |
| 2014 | Keegan Brown          | 6:4      | Rowby-John Rodriguez |
| 2015 | Max Hopp              | 6:5      | Nathan Aspinall      |
| 2016 | Corey Cadby           | 6:2      | Berry van Peer       |
| 2017 | Dimitri Van den Bergh | 6:3      | Josh Payne           |
| 2018 | Dimitri Van den Bergh | 6:2      | Martin Schindler     |
| 2019 | Luke Humphries        | 6:0      | Adam Gawlas          |
| 2020 | Bradley Brooks        | 6:5      | Joe Davis            |
| 2021 | Ted Evetts            | 6:4      | Nathan Rafferty      |
| 2022 | Josh Rock             | 6:1      | Nathan Girvan        |
| 2023 | Luke Littler          | 6:4      | Gian van Veen        |
| 2024 | Gian van Veen         | 6:5      | Jurjen van der Velde |

## Ranglisten
Aktive Spieler bei PDC oder WDF sind fett gedruckt. Stand: nach PDC WM 2025
| Spieler               | Total | BDO | PDC | WDF |
| --------------------- | ----- | --- | --- | --- |
| Phil Taylor           | 16    | 2   | 14  | –   |
| Eric Bristow          | 5     | 5   | –   | –   |
| Raymond van Barneveld | 5     | 4   | 1   | –   |
| John Lowe             | 3     | 3   | –   | –   |
| John Part             | 3     | 1   | 2   | –   |
| Martin Adams          | 3     | 3   | –   | –   |
| Michael van Gerwen    | 3     | –   | 3   | –   |
| Glen Durrant          | 3     | 3   | –   | –   |
| Jocky Wilson          | 2     | 2   | –   | –   |
| Scott Waites          | 2     | 2   | –   | –   |
| Dennis Priestley      | 2     | 1   | 1   | –   |
| Ted Hankey            | 2     | 2   | –   | –   |
| Adrian Lewis          | 2     | –   | 2   | –   |
| Gary Anderson         | 2     | –   | 2   | –   |
| Peter Wright          | 2     | –   | 2   | –   |
| Leighton Rees         | 1     | 1   | –   | –   |
| Keith Deller          | 1     | 1   | –   | –   |
| Bob Anderson          | 1     | 1   | –   | –   |
| Richie Burnett        | 1     | 1   | –   | –   |
| Steve Beaton          | 1     | 1   | –   | –   |
| Les Wallace           | 1     | 1   | –   | –   |
| John Walton           | 1     | 1   | –   | –   |
| Tony David            | 1     | 1   | –   | –   |
| Andy Fordham          | 1     | 1   | –   | –   |
| Jelle Klaasen         | 1     | 1   | –   | –   |
| Mark Webster          | 1     | 1   | –   | –   |
| Christian Kist        | 1     | 1   | –   | –   |
| Stephen Bunting       | 1     | 1   | –   | –   |
| Scott Mitchell        | 1     | 1   | –   | –   |
| Wayne Warren          | 1     | 1   | –   | –   |
| Rob Cross             | 1     | –   | 1   | –   |
| Gerwyn Price          | 1     | –   | 1   | –   |
| Michael Smith         | 1     | –   | 1   | –   |
| Luke Humphries        | 1     | –   | 1   | –   |
| Luke Littler          | 1     | –   | 1   | –   |
| Neil Duff             | 1     | –   | –   | 1   |
| Andy Baetens          | 1     | –   | –   | 1   |
| Shane McGuirk         | 1     | –   | –   | 1   |

| Spielerin                | Total | BDO | PDC | WDF |
| ------------------------ | ----- | --- | --- | --- |
| Trina Gulliver           | 10    | 10  | –   | –   |
| Lisa Ashton              | 4     | 4   | –   | –   |
| Anastassija Dobromyslowa | 3     | 3   | –   | –   |
| Beau Greaves             | 3     | –   | –   | 3   |
| Mikuru Suzuki            | 2     | 2   | –   | –   |
| Francis Hoenselaar       | 1     | 1   | –   | –   |
| Stacy Bromberg           | 1     | –   | 1   | –   |

## Deutsche Teilnehmer an Darts-Weltmeisterschaften

### Deutsche Teilnehmer an BDO-Weltmeisterschaften
- Irina Armstrong 1
  - 2013: Viertelfinale (Niederlage gegen  Sharon Prins)
  - 2014: Viertelfinale (Niederlage gegen  Deta Hedman)
  - 2015: 1. Runde (Niederlage gegen  Anastassija Dobromyslowa)

- Bernd Hebecker
  - 1993: 1. Runde (Niederlage gegen  Jann Hoffmann)
- Andreas Kröckel
  - 1996: 1. Runde (Niederlage gegen  Alan Brown)
- Arno Merk
  - 2011: 1. Runde (Niederlage gegen  Garry Thompson)
- Michael Unterbuchner
  - 2018: Halbfinale (Niederlage gegen  Mark McGeeney)
  - 2019: Halbfinale (Niederlage gegen  Scott Waites)
  - 2020: Achtelfinale (Niederlage gegen  Scott Mitchell)
- Andree Welge
  - 2002: 1. Runde (Niederlage gegen  Erik Clarys)

### Deutsche Teilnehmer an PDC-Weltmeisterschaften
| - Irina Armstrong - 2010: 1. Runde (Niederlage gegen Deta Hedman) - Jyhan Artut - 2010: 2. Runde (Niederlage gegen Robert Thornton) - 2011: 1. Runde (Niederlage gegen Denis Ovens) - 2012: 1. Runde (Niederlage gegen Gary Anderson) - 2015: 1. Runde (Niederlage gegen Phil Taylor) - 2016: 1. Runde (Niederlage gegen Stephen Bunting) - Gabriel Clemens - 2019: 2. Runde (Niederlage gegen John Henderson) - 2020: 1. Runde (Niederlage gegen Benito van de Pas) - 2021: Achtelfinale (Niederlage gegen Krzysztof Ratajski) - 2022: 3. Runde (Niederlage gegen Jonny Clayton) - 2023: Halbfinale (Niederlage gegen Michael Smith) - 2024: 3. Runde (Niederlage gegen Dave Chisnall) - 2025: 2. Runde (Niederlage gegen Robert Owen) - René Eidams - 2016: 1. Runde (Niederlage gegen Michael van Gerwen) - Kai Gotthardt - 2025: 2. Runde (Niederlage gegen Stephen Bunting) - Florian Hempel - 2022: 3. Runde (Niederlage gegen Raymond Smith) - 2023: 2. Runde (Niederlage gegen Luke Humphries) - 2024: 3. Runde (Niederlage gegen Stephen Bunting) - 2025: 2. Runde (Niederlage gegen Daryl Gurney) - Max Hopp - 2013: 1. Runde (Niederlage gegen Denis Ovens) - 2014: 1. Runde (Niederlage gegen Robert Thornton) - 2015: 2. Runde (Niederlage gegen Vincent van der Voort) - 2016: 1. Runde (Niederlage gegen Benito van de Pas) - 2017: 2. Runde (Niederlage gegen Kim Huybrechts) - 2019: 3. Runde (Niederlage gegen Michael van Gerwen) - 2020: 3. Runde (Niederlage gegen Darius Labanauskas) - 2021: 2. Runde (Niederlage gegen Mervyn King) - Dragutin Horvat - 2017: 1. Runde (Niederlage gegen Simon Whitlock) - 2024: 1. Runde (Niederlage gegen Mike De Decker) - Nico Kurz - 2020: 3. Runde (Niederlage gegen Luke Humphries) - 2021: 2. Runde (Niederlage gegen Gabriel Clemens) - Stefanie Lück - 2010: 1. Runde (Niederlage gegen Sabrina Spörle) - Robert Marijanović - 2013: Vorrunde (Niederlage gegen Daryl Gurney) - 2015: 1. Runde (Niederlage gegen Stephen Bunting) - 2019: 1. Runde (Niederlage gegen Richard North) | - Kevin Münch - 2012: 2. Runde (Niederlage gegen Steve Farmer) - 2018: 2. Runde (Niederlage gegen Toni Alcinas) - Ricardo Pietreczko - 2024: 3. Runde (Niederlage gegen Luke Humphries) - 2025: Achtelfinale (Niederlage gegen Nathan Aspinall) - Bernd Roith - 2011: 1. Runde (Niederlage gegen Dennis Priestley) - Michael Rosenauer - 2008: 1. Runde (Niederlage gegen Mervyn King) - Martin Schindler - 2018: 1. Runde (Niederlage gegen Simon Whitlock) - 2019: 1. Runde (Niederlage gegen Cody Harris) - 2022: 1. Runde (Niederlage gegen Florian Hempel) - 2023: 3. Runde (Niederlage gegen Michael Smith) - 2024: 3. Runde (Niederlage gegen Scott Williams) - 2025: 2. Runde (Niederlage gegen Callan Rydz) - Fabian Schmutzler - 2022: 1. Runde (Niederlage gegen Ryan Meikle) - Tomas Seyler - 2006: 2. Runde (Niederlage gegen Roland Scholten) - 2007: 1. Runde (Niederlage gegen Colin Lloyd) - 2010: Vorrunde (Niederlage gegen Jan van der Rassel) - 2014: 1. Runde (Niederlage gegen Kevin Painter) - Sabrina Spörle - 2010: Viertelfinale (Niederlage gegen Anastassija Dobromyslowa) - Niko Springer - 2025: 1. Runde (Niederlage gegen Scott Williams) - Sascha Stein - 2015: 2. Runde (Niederlage gegen Michael van Gerwen) - Andree Welge - 2006: 1. Runde (Niederlage gegen Alan Warriner-Little) - 2010: 1. Runde (Niederlage gegen Mark Dudbridge) - 2011: 1. Runde (Niederlage gegen Colin Lloyd) - 2013: Vorrunde (Niederlage gegen Leung Chen Nam) - 2014: Vorrunde (Niederlage gegen Julio Barbero) |

### Deutsche Teilnehmer an WDF-Weltmeisterschaften
- Liam Maendl-Lawrance
  - 2023: 2. Runde (Niederlage gegen  Martyn Turner)
  - 2024: 2. Runde (Niederlage gegen  Sybren Gijbels)

## Österreichische Teilnehmer an Darts-Weltmeisterschaften

### Österreichische Teilnehmer an BDO-Weltmeisterschaften
- Mensur Suljović
  - 2002: 2. Runde (Niederlage gegen  Mervyn King)

### Österreichische Teilnehmer an PDC-Weltmeisterschaften
| - Dietmar Burger - 2011: Vorrunde (Niederlage gegen Magnus Caris) - 2012: Vorrunde (Niederlage gegen Christian Perez) - Zoran Lerchbacher - 2014: 1. Runde (Niederlage gegen Michael van Gerwen) - 2017: 1. Runde (Niederlage gegen Robert Thornton) - 2018: 2. Runde (Niederlage gegen Keegan Brown) - 2020: 2. Runde (Niederlage gegen Krzysztof Ratajski) - Anton Pein - 2007: 1. Runde (Niederlage gegen Phil Taylor) - Michael Rasztovits - 2016: Vorrunde (Niederlage gegen Rob Szabo) - Rowby-John Rodriguez - 2015: 1. Runde (Niederlage gegen Raymond van Barneveld) - 2016: 1. Runde (Niederlage gegen Dave Chisnall) - 2017: 1. Runde (Niederlage gegen Dave Chisnall) - 2019: 2. Runde (Niederlage gegen Cristo Reyes) - 2020: 1. Runde (Niederlage gegen Noel Malicdem) - 2022: 2. Runde (Niederlage gegen Luke Humphries) - 2023: 1. Runde (Niederlage gegen Lourence Ilagan) | - Rusty-Jake Rodriguez - 2022: 2. Runde (Niederlage gegen Chris Dobey) - 2024: 1. Runde (Niederlage gegen Cameron Menzies) - Hannes Schnier - 2009: Vorrunde (Niederlage gegen Shi Yongsheng) - Mensur Suljović - 2008: 2. Runde (Niederlage gegen John Part) - 2010: 1. Runde (Niederlage gegen Kevin Painter) - 2011: 3. Runde (Niederlage gegen Wes Newton) - 2012: 1. Runde (Niederlage gegen Paul Nicholson) - 2014: 1. Runde (Niederlage gegen Mark Webster) - 2015: 1. Runde (Niederlage gegen Michael Smith) - 2016: 3. Runde (Niederlage gegen Adrian Lewis) - 2017: 2. Runde (Niederlage gegen Mark Webster) - 2018: 3. Runde (Niederlage gegen Dimitri Van den Bergh) - 2019: 2. Runde (Niederlage gegen Ryan Searle) - 2020: 2. Runde (Niederlage gegen Fallon Sherrock) - 2021: 3. Runde (Niederlage gegen Gary Anderson) - 2022: 2. Runde (Niederlage gegen Alan Soutar) - 2023: 3. Runde (Niederlage gegen Michael van Gerwen) - 2025: 1. Runde (Niederlage gegen Matt Campbell) |

### Österreichische Teilnehmer an WDF-Weltmeisterschaften
- Christian Gödl
  - 2023: 1. Runde (Niederlage gegen  James Richardson)
- Hannes Schnier
  - 2024: 2. Runde (Niederlage gegen  Jason Brandon)

## Schweizer Teilnehmer an Darts-Weltmeisterschaften

### Schweizer Teilnehmer an BDO-Weltmeisterschaften
- Sabine Beutler
  - 2006: Viertelfinale (Niederlage gegen  Claire Bywaters)

### Schweizer Teilnehmer an PDC-Weltmeisterschaften
- Stefan Bellmont
  - 2025: 1. Runde (Niederlage gegen  Jermaine Wattimena)

### Schweizer Teilnehmer an WDF-Weltmeisterschaften
- Thomas Junghans
  - 2023: Achtelfinale (Niederlage gegen  Chris Landman)
  - 2024: Viertelfinale (Niederlage gegen  François Schweyen)